# Skeleton Knight in Another World
Skeleton Knight in Another World (骸骨騎士様、只今異世界へお出掛け中, Gaikotsu kishi-sama, tadaima isekai e odekake-chū, litt. « Le Chevalier squelette, excursion à travers un autre monde ») est une série de light novel japonais écrite par Enki Hakari. Publiée à l'origine comme une websérie sur le site Shōsetsuka ni narō depuis le 19 octobre 2014, la série est ensuite publiée en tant que série de light novels par l'éditeur OVERLAP (ja), illustrée par KeG, depuis le 25 juin 2015, avec dix volumes publiés au 25 mars 2022.
La série est également adaptée en manga. Cette adaptation est publiée par le site web de publication de manga COMIC GARDO depuis le 10 février 2017. En France, la série est publiée par l'éditeur Meian depuis le 10 août 2021.
Une adaptation en série d'animation réalisée par Studio Kai est diffusée entre le 7 avril et le 23 juin 2022.

## Synopsis
Après s'être endormi en jouant à son jeu en ligne, le protagoniste de l'œuvre se réveille transporté dans un autre monde incarné dans le corps de son avatar de jeu possédant son équipement de jeu.
Après peu de temps, le protagoniste se rappelle d'un détail de son personnage qu'il avait oublié en raison de l'armure lourde qu'il portait, masquant entièrement son corps, il avait créé un chevalier squelette.
Se retrouvant dans le corps d'un squelette, il décide de cacher son apparence et que s'il était découvert il utiliserait la biographie de role play qu'il avait inventé pour son personnage, celle d'un grand chevalier touché par une malédiction incurable et traversant le monde en quête d'une solution.

## Personnages
- Arc

Protagoniste principal de l'histoire. Après s'être endormi en jouant à son jeu en ligne, il s'est réveillé dans le monde du jeu, incarné dans le corps de son avatar: Un chevalier squelette portant une lourde armure cachant son apparence. Ignorant comment il s'est retrouvé ici, il décide de mener une nouvelle vie paisible dans ce nouveau monde, mais ses compétences d'épéiste et de mage ne passeront pas inaperçues et il se fait vite remarquer.
Pour expliquer son apparence, il prétend avoir été touché par une malédiction et cherche à trouver un remède pour le défaire. Bien que cela soit un mensonge au début, il constatera la véracité de ses propos en rendant temporairement sa main humaine en essayant un sort de purification sur lui-même.
- Ponta

Ponta est un Ventu-Vulpis, une créature spirituelle à l'apparence d'un renard à six queues. Il rencontrera Arc alors qu'il est blessé, après que ce dernier ait utilisé sa magie pour le soigner, Ponta s'est vite attaché à Arc et l'accompagne partout avec lui.
- Ariane Glenys Maple

Ariane est une Elfe noire parcourant le monde à la recherche de semblables capturés par les humains et vendus comme esclaves. Elle croisera la route de Arc qui l'aidera à sauver des enfants et décide de l'engager pour l'aider dans sa quête. Elle est la première personne à connaitre la "malédiction" de Arc et souhaite alors l'aider dans sa quête pour trouver un remède.

## Productions et supports

### Light novel
La série de light novels écrite par Enki Hakari et illustrée par KeG est publiée par Overlap sous le label Overlap Novels depuis le 25 juin 2015.

#### Liste des volumes
| no | Japonais         | Japonais          |
| no | Date de sortie   | ISBN              |
| -- | ---------------- | ----------------- |
| 1  | 25 juin 2015     | 978-4-86-554054-3 |
| 2  | 25 octobre 2015  | 978-4-86-554075-8 |
| 3  | 25 mars 2016     | 978-4-86-554109-0 |
| 4  | 25 juillet 2016  | 978-4-86-554146-5 |
| 5  | 25 novembre 2016 | 978-4-86-554169-4 |
| 6  | 25 avril 2017    | 978-4-86-554209-7 |
| 7  | 25 août 2017     | 978-4-86-554249-3 |
| 8  | 25 mars 2018     | 978-4-86-554318-6 |
| 9  | 25 mars 2019     | 978-4-86-554432-9 |
| 10 | 25 mars 2022     | 978-4-86-554549-4 |

### Manga
Une adaptation de la série en manga dessinée par Akira Sawano est prépubliée à partir de février 2017 dans le magazine Comic Gardo d'Overlap. Bien qu'Akira soit l'auteur de la série manga, la conception des personnages est attribuée à KeG. Le premier volume sort en août 2017 au Japon. En France, la série est éditée par Meian depuis le 10 août 2021.

#### Liste des tomes
| no | Japonais          | Japonais          | Français         | Français          |
| no | Date de sortie    | ISBN              | Date de sortie   | ISBN              |
| -- | ----------------- | ----------------- | ---------------- | ----------------- |
| 1  | 25 août 2017      | 978-4-86-554252-3 | 10 août 2021     | 978-2-3827-5184-8 |
| 2  | 2 février 2018    | 978-4-86-554322-3 | 10 août 2021     | 978-2-3827-5185-5 |
| 3  | 25 septembre 2018 | 978-4-86-554398-8 | 30 novembre 2021 | 978-2-3827-5186-2 |
| 4  | 25 mars 2019      | 978-4-86-554468-8 | 30 novembre 2021 | 978-2-3827-5187-9 |
| 5  | 25 septembre 2019 | 978-4-86-554552-4 | 11 janvier 2022  | 978-2-3827-5188-6 |
| 6  | 25 février 2020   | 978-4-86-554619-4 | 21 février 2022  | 978-2-3827-5189-3 |
| 7  | 25 août 2020      | 978-4-86-554733-7 | 15 mars 2022     | 978-2-3827-5190-9 |
| 8  | 25 avril 2021     | 978-4-86-554252-3 | 14 juin 2022     | 978-4-86-554904-1 |
| 9  | 25 septembre 2021 | 978-4-86-554252-3 | 22 novembre 2022 | 978-4-82-400011-8 |
| 10 | 25 mars 2022      | 978-4-8240-0141-2 | 14 mars 2023     | 978-2-38275-193-0 |
| 11 | 25 juillet 2022   | 978-4-8240-0254-9 | 24 octobre 2023  | 978-2-38503-083-4 |
| 12 | 25 mars 2023      | 978-4-8240-0453-6 | 20 février 2024  | 978-2-38503-084-1 |
| 13 | 25 avril 2024     | 978-4-8240-0813-8 | 28 février 2025  | 978-2-38503-085-8 |
| 14 | 25 juin 2025      | 978-4-8240-1234-0 | ―                |                   |

### Anime
Une adaptation en la série télévisée d'animation est annoncée le 17 avril 2021. La série est produite par Studio Kai et Hornets et réalisée par Katsumi Ono, avec Takeshi Kikuchi supervisant les scripts de la série, Tōru Imanishi concevant les personnages, et eba et Tsubasa Ito composant la musique de la série. Elle est diffusée entre le 7 avril et le 23 juin 2022 sur AT-X, Tokyo MX, SUN et BS11. Crunchyroll diffuse la série à l'international en dehors de l'Asie.

#### Liste des épisodes
| No | Titre français                                                     | Titre japonais                     | Titre japonais                                    | Date de 1re diffusion |
| No | Titre français                                                     | Kanji                              | Rōmaji                                            | Date de 1re diffusion |
| -- | ------------------------------------------------------------------ | ---------------------------------- | ------------------------------------------------- | --------------------- |
| 1  | Le chevalier errant en voyage pour sauver le monde                 | 流浪の騎士、世直し旅にて候ふ       | Rurō no kishi, yonaoshi tabi nite sōrō            | 7 avril 2022          |
| 2  | Première demande, le souhait de la fille et l'ombre menaçante      | 初仕事、少女の願いと忍び寄る影     | Hatsu shigoto, shōjo no negai to shinobiyoru kage | 14 avril 2022         |
| 3  | La danse de la brave Elfe pour ses semblables                      | 凛々しきエルフは同胞が為に舞う     | Ririshiki erufu wa dōhō ga tame ni mau            | 21 avril 2022         |
| 4  | Infiltration au marché des esclaves à la recherche du mal du monde | 潜入、奴隷商！世に蔓延る悪を探れ   | Sennyū, doreishō! yo ni habikoru aku o sagure     | 28 avril 2022         |
| 5  | Secret révélé, lien forgé                                          | 明かされる秘密と紡がれる絆         | Akasareru himitsu to tsumugareru kizuna           | 5 mai 2022            |
| 6  | En apprendre sur les profondeurs du monde au village des elfes     | エルフの里で触れる異世界の深淵     | Erufu no sato de fureru i sekai no shin'en        | 12 mai 2022           |
| 7  | Un miracle pour la princesse pleine d’idéaux                       | 理想に燃ゆる王女に奇跡が舞い降りた | Risō ni moyuru ōjo ni kiseki ga maiorita          | 19 mai 2022           |
| 8  | Alliés ! Parcourir les ténèbres avec les Hommes-Bêtes              | 共闘！獣人の友と闇夜を駆ける       | Kyōtō! Jūjin no tomo to yamiyo o kakeru           | 26 mai 2022           |
| 9  | La capitale dans le chaos et le serment d’une jeune fille          | 揺れ動く王都と乙女の誓い           | Yureugoku ōto to otome no chikai                  | 2 juin 2022           |
| 10 | Une lueur d’espoir trouvée dans le désert                          | 砂漠で見つけし明日への希望         | Sabaku de mitsukeshi asu e no kibō                | 9 juin 2022           |
| 11 | Le dompteur de monstres rit dans les ténèbres                      | 蛮族の魔獣使いは闇に嗤う           | Banzoku no majūtsukai wa yami ni warau            | 16 juin 2022          |
| 12 | J’exterminerai le mal de ce monde !                                | 異世界の悪を我は斬る！             | Konoyo no aku o ware wa kiru!                     | 23 juin 2022          |